# حمیدرضا طاهرخانی (بازیکن تنیس روی میز)
حمیدرضا طاهرخانی (زاده ۱۴ شهریور ۱۳۶۹ در قزوین) بازیکن تنیس روی میز و ملی‌پوش اهل ایران است. وی فعالیت خود را ۱۹۹۸ شروع کرده‌است و موفقیت‌های زیادی داشته‌است. او در سال ۲۰۰۰ با ورود به تیم ملی نونهالان به عرصه ملی راه پیدا کرد و در تمام رده‌های تیم ملی تنیس روی میز ایران حضور داشته ‌است. طاهرخانی در سال ۲۰۲۰ _ ۲۰۲۱ در تیم باشگاه شهرداری کرج و لیگ برتر بزرگسالان حضور داشته است.

## افتخارات
- نفر اول رنکینگ ملی بزرگسالان کشور در ۱۳۹۹[۱][۲][۳][۴]
- عضو تیم ملی بزرگسالان در مسابقات انتخابی المپیک درکشور پرتغال، ۲۰۲۰[۵][۶]
- عضو تیم ملی بزرگسالان در مسابقات جهانی فرانسه، ۲۰۱۳[۷][۸]
- عضو تیم ملی بزرگسالان در مسابقات آسیایی کره جنوبی، ۲۰۱۳[۹][۱۰]
- عضو تیم ملی بزرگسالان در مسابقات آسیایی چین، ۲۰۱۷[۱۱][۱۲]
- قهرمانی تیمی و دو نفره مسابقات اُپن جهانی جوانان قطر، ۲۰۰۸[۱۳][۱۴]
- قهرمان مسابقات آسیای میانه جوانان، ۲۰۰۷[۱۵][۱۶]
- قهرمان مسابقات آسیای میانه جوانان –سال‌های ۲۰۰۷ و ۲۰۰۸[۱۷][۱۸]
- نایب قهرمان تیمی مسابقات اُپن جهانی جوانان هندوستان-سال ۲۰۰۹[۱۹][۲۰]
- عضو تیم ملی جوانان در مسابقات آسیایی کره جنوبی –سال ۲۰۰۸[۲۱][۲۲]
- کاپیتان تیم ملی جوانان در مسابقات آسیایی سنگاپور –سال ۲۰۰۷[۲۳][۲۴]
- عضو تیم ملی جوانان در مسابقات آسیایی هندوستان-سال ۲۰۰۵[۲۵][۲۶]
- حضور مستمر در لیگ برتر کشور ترکیه و کسب چند مقام دراین مسابقات به عنوان لژیونر[۲۷][۲۸]
- دارای چندین مقام بین‌المللی در رده‌های مختلف سنی (قبرس، ترکیه، آذربایجان)[۲۹][۳۰]
- کسب عنوان برترین ورزشکار سال استان قزوین در سال‌های متمادی[۳۱][۳۲][۳۳]